# 日本の鉄道路線一覧 あ-か行
日本の鉄道路線一覧 あ-か行（にほんのてつどうろせんいちらん あ-かぎょう）は、日本の鉄道路線を五十音順に並べたもののうち、名称があ・か行で始まる路線の一覧である。
| 日本の鉄道路線一覧                                                |         |                 |    |    |
| あ-か行                                                           | さ-な行 | は-わ行・英数字 |    |    |
| \| あ \| い \| う \| え \| お \| \| か \| き \| く \| け \| こ \| |         |                 |    |    |
| 関連項目                                                          |         |                 |    |    |
| あ                                                                | い      | う              | え | お |
| か                                                                | き      | く              | け | こ |

## 凡例
- この一覧では、『鉄道要覧』に記載されている路線名称を正式のものとして記載している。ただし、JRにおいて「○○本線」の名称が使用されている路線は、例外的に『鉄道要覧』とは異なる「本線」表記で記載する。
  - 正式の名称のほか、愛称、通称が設定されているものについても記載した。各事業者により公式に用いられていない名称は原則として記載していないが、ウィキペディア日本語版において記事名となっているものについてはこの限りではない。
  - 現存しない路線や旧名称は記載しないが、現存する路線に対して過去に使用された愛称は便宜上記載している。
  - 固有の運行形態を持たない総称（大津線、日本海縦貫線など）は、記載していない。

- 路線名の後の括弧内は、鉄道事業者ないし軌道事業者として路線を管轄する事業者の名称である。

以下の項目も参照のこと。
- 日本の地域別鉄道路線一覧 - 地域別に並んでいる。
- 日本の廃止鉄道路線一覧 - 廃止された鉄道路線が地域別に並んでいる。

## あ行

### あ
- IRいしかわ鉄道線（IRいしかわ鉄道・日本貨物鉄道）
- 愛知環状鉄道線（愛知環状鉄道）
- 会津線（会津鉄道）
- 会津鬼怒川線（野岩鉄道）
- あいの風とやま鉄道線（あいの風とやま鉄道・日本貨物鉄道）
- 粟生線（神戸電鉄）
- 青い森鉄道線（青い森鉄道・日本貨物鉄道・青森県）
- あおなみ線（愛称：名古屋臨海高速鉄道）
- 赤崎線（岩手開発鉄道）
- 赤迫支線（長崎電気軌道）
- 吾妻線（東日本旅客鉄道）
- 赤羽線（東日本旅客鉄道）
- 秋田新幹線（愛称：東日本旅客鉄道）
- 秋田内陸線（秋田内陸縦貫鉄道）
- あきた♥美人ライン（旧愛称：秋田内陸縦貫鉄道）
- 明知線（明知鉄道）
- 赤穂線（西日本旅客鉄道・日本貨物鉄道）
- 阿佐線（土佐くろしお鉄道）
- 浅草線（通称：東京都交通局）
- 阿佐東線（阿佐海岸鉄道）
- 浅野川線（北陸鉄道）
- アストラムライン（愛称：広島高速交通）
- 東田本線（豊橋鉄道）
- 阿蘇高原線（愛称：九州旅客鉄道）
- 厚木線（相模鉄道）
- 渥美線（豊橋鉄道）
- 左沢線（東日本旅客鉄道）
- アーバンパークライン（通称：東武鉄道）
- 阿武隈急行線（阿武隈急行）
- 網干線（山陽電気鉄道）
- 甘木線（甘木鉄道）
- 甘木線（西日本鉄道）
- あまくさみすみ線（愛称：九州旅客鉄道）
- 天橋立ケーブルカー（愛称：丹後海陸交通）
- 天橋立鋼索鉄道（丹後海陸交通）
- 荒川線（東京都交通局）
- 嵐山線（阪急電鉄）
- 嵐山本線（京福電気鉄道）
- 有馬線（神戸電鉄）
- 阿波室戸シーサイドライン（愛称：四国旅客鉄道）

### い
- 飯坂線（福島交通）
- 飯田線（東海旅客鉄道・日本貨物鉄道）
- 飯山線（東日本旅客鉄道）
- 伊賀線（伊賀鉄道・伊賀市）
- 井川線（大井川鐵道）
- 池上線（東急電鉄）
- 池袋線（西武鉄道）
- 生駒線（近畿日本鉄道）
- 生駒鋼索線（近畿日本鉄道）
- 石川線（北陸鉄道）
- 石巻線（東日本旅客鉄道・日本貨物鉄道）
- 石山坂本線（京阪電気鉄道）
- 伊豆急行線（伊豆急行）
- いすみ線（いすみ鉄道）
- いずみ野線（通称：相模鉄道）
- 伊勢線（伊勢鉄道）
- 伊勢崎線（東武鉄道）
- 伊田線（平成筑豊鉄道）
- 伊丹線（阪急電鉄）
- 市橋線（西濃鉄道）
- 五日市線（東日本旅客鉄道）
- 伊東線（東日本旅客鉄道・日本貨物鉄道）
- 糸田線（平成筑豊鉄道）
- 伊奈線（埼玉新都市交通）
- 稲沢線（通称：東海旅客鉄道・日本貨物鉄道）
- 犬山線（名古屋鉄道）
- 伊野線（とさでん交通）
- 井の頭線（京王電鉄）
- 井原線（井原鉄道）
- 指宿枕崎線（九州旅客鉄道）
- 今里筋線（通称：大阪市高速電気軌道）
- 今津線（阪急電鉄）
- 石清水八幡宮参道ケーブル（通称：京阪電気鉄道）
- いわて銀河鉄道線（IGRいわて銀河鉄道・日本貨物鉄道）
- 因美線（西日本旅客鉄道）

### う
- 羽越本線（東日本旅客鉄道・日本貨物鉄道）
- 上野東京ライン（愛称：東日本旅客鉄道）
- 上町線（阪堺電気軌道）
- 浮島線（神奈川臨海鉄道）
- 宇治線（京阪電気鉄道）
- 宇品線（広島電鉄）
- 内子線（四国旅客鉄道）
- 内房線（東日本旅客鉄道）
- 宇都宮線（愛称：東日本旅客鉄道）
- 宇都宮線（東武鉄道）
- 宇都宮ライトレール線（宇都宮ライトレール）
- 内部線（四日市あすなろう鉄道・四日市市）
- 宇野線（西日本旅客鉄道・日本貨物鉄道）
- 宇野みなと線（愛称：西日本旅客鉄道）
- 宇部線（西日本旅客鉄道）
- 海芝浦支線（通称：東日本旅客鉄道）
- うみねこレール八戸市内線（愛称：東日本旅客鉄道）
- 海の中道線（愛称：九州旅客鉄道）
- 梅田貨物線（通称：西日本旅客鉄道・日本貨物鉄道）

### え
- 叡山ケーブル（通称：京福電気鉄道）
- 叡山本線（叡山電鉄）
- 駅前線（とさでん交通）
- 越後線（東日本旅客鉄道）
- 越中島支線（通称：東日本旅客鉄道・日本貨物鉄道）
- 越美南線（長良川鉄道）
- 越美北線（西日本旅客鉄道）
- 江の島線（湘南モノレール）
- 江ノ島線（小田急電鉄）
- 江ノ島電鉄線（江ノ島電鉄）
- 江波線（広島電鉄）
- えびの高原線（愛称：九州旅客鉄道）

### お
- 奥羽本線（東日本旅客鉄道・日本貨物鉄道）
- 鴨東線（京阪電気鉄道）
- 青梅線（東日本旅客鉄道・日本貨物鉄道）
- 大洗鹿島線（鹿島臨海鉄道）
- 大井川本線（大井川鐵道）
- 大糸線（東日本旅客鉄道・西日本旅客鉄道）
- 大井町線（東急電鉄）
- 大浦支線（長崎電気軌道）
- 大江戸線（通称：東京都交通局）
- 大川支線（通称：東日本旅客鉄道）
- 大阪線（近畿日本鉄道）
- 大阪環状線（西日本旅客鉄道・日本貨物鉄道）
- おおさか東線（西日本旅客鉄道・日本貨物鉄道・大阪外環状鉄道）
- 大阪モノレール線（大阪モノレール）
- 大崎支線（通称：東日本旅客鉄道）
- 大月線（富士山麓電気鉄道）
- 大手町線（伊予鉄道）
- 大船渡線（東日本旅客鉄道）
- 大湊線（東日本旅客鉄道）
- 大村線（九州旅客鉄道）
- 大森線（函館市企業局交通部）
- 大山ケーブルカー（通称：大山観光電鉄）
- 大山鋼索線（大山観光電鉄）
- 大鰐線（弘南鉄道）
- 男鹿線（東日本旅客鉄道）
- 男鹿なまはげライン（愛称：東日本旅客鉄道）
- 沖縄都市モノレール線（沖縄都市モノレール）
- 奥久慈清流ライン（愛称：東日本旅客鉄道）
- 奥の細道最上川ライン（愛称：東日本旅客鉄道）
- 奥の細道湯けむりライン（愛称：東日本旅客鉄道）
- 越生線（東武鉄道）
- 押上線（京成電鉄）
- 小田原線（小田急電鉄）
- 男山ケーブル（旧通称：京阪電気鉄道）
- 小野田線（西日本旅客鉄道）
- 小浜線（西日本旅客鉄道）

## か行

### か
- 海岸線（神戸市交通局）
- 海峡線（北海道旅客鉄道・日本貨物鉄道）
- 貝塚線（西日本鉄道）
- ガイドウェイバス志段味線（名古屋ガイドウェイバス）
- 各務原線（名古屋鉄道）
- 学園都市線（愛称：北海道旅客鉄道）
- 岳南線（通称：岳南電車）
- 岳南鉄道線（岳南電車）
- 加古川線（西日本旅客鉄道）
- 鹿児島本線（九州旅客鉄道・日本貨物鉄道）
- 傘松ケーブル（通称：丹後海陸交通）
- 香椎線（九州旅客鉄道）
- 橿原線（近畿日本鉄道）
- 鹿島線（東日本旅客鉄道・日本貨物鉄道）
- 鹿島臨港線（鹿島臨海鉄道）
- 加太線（南海電気鉄道）
- 交野線（京阪電気鉄道）
- 片町線（西日本旅客鉄道・日本貨物鉄道）
- 学研都市線（愛称：西日本旅客鉄道）
- 勝山永平寺線（えちぜん鉄道）
- 金沢シーサイドライン（横浜シーサイドライン）
- 金町線（京成電鉄）
- 可部線（西日本旅客鉄道）
- 釜石線（東日本旅客鉄道）
- 蒲郡線（名古屋鉄道）
- 上飯田線（名古屋市交通局）
- 上飯田連絡線（上飯田連絡線）
- 上熊本線（熊本市交通局）
- 上高地線（アルピコ交通）
- 上滝線（富山地方鉄道）
- 亀戸線（東武鉄道）
- 烏丸線（京都市交通局）
- 烏山線（東日本旅客鉄道）
- 唐津線（九州旅客鉄道）
- 河口湖線（富士山麓電気鉄道）
- 川越線（東日本旅客鉄道）
- 幹線（熊本市交通局）
- 関西空港線（西日本旅客鉄道）
- 関西本線（東海旅客鉄道・西日本旅客鉄道・日本貨物鉄道）
  - 関西線 (名古屋地区)（東海旅客鉄道）
- 岩徳線（西日本旅客鉄道）

### き
- 菊池線（熊本電気鉄道）
- 貴志川線（和歌山電鐵）
- 紀州鉄道線（紀州鉄道）
- 姫新線（西日本旅客鉄道）
- 木次線（西日本旅客鉄道）
- 紀勢本線（東海旅客鉄道・西日本旅客鉄道）
- 北アルプス線（旧愛称：東日本旅客鉄道）
- 北上線（東日本旅客鉄道・日本貨物鉄道）
- 北九州銀行レトロライン（愛称：平成筑豊鉄道）
- 北しなの線（しなの鉄道・日本貨物鉄道）
- 北野線（京福電気鉄道）
- 北松江線（一畑電車）
- 北リアス線（三陸鉄道）
- 吉都線（九州旅客鉄道）
- 鬼怒川線（東武鉄道）
- きのくに線（愛称：西日本旅客鉄道）
- 吉備線（西日本旅客鉄道）
- 九州新幹線（九州旅客鉄道）
- 久大本線（九州旅客鉄道）
- 京都線（通称：西日本旅客鉄道）
- 京都線（近畿日本鉄道）
- 京都線（阪急電鉄）
- 京都本線（通称：阪急電鉄）
- 桐生線（東武鉄道）
- 銀河ドリームライン釜石線（愛称：東日本旅客鉄道）
- 銀座線（通称：東京地下鉄）
- 近鉄連絡線（三岐鉄道）

### く
- 空港線（京浜急行電鉄）
- 空港線（名古屋鉄道・中部国際空港連絡鉄道）
- 空港線（南海電気鉄道）
- 空港線（通称：福岡市交通局）
- 空港連絡鉄道線（新関西国際空港）
- 草津線（西日本旅客鉄道）
- 九頭竜線（愛称：西日本旅客鉄道）
- 鞍馬線（叡山電鉄）
- 鞍馬ケーブル（通称：鞍馬寺）
- 鞍馬山鋼索鉄道（鞍馬寺）
- グリーンライン（愛称：横浜市交通局）
- 久里浜線（京浜急行電鉄）
- 久留里線（東日本旅客鉄道）
- 呉線（西日本旅客鉄道）
- 呉羽線（富山地方鉄道）
- 黒部ケーブルカー（通称：立山黒部貫光）
- 郡中線（伊予鉄道）

### け
- 京王線（京王電鉄）
- 京王新線（通称：京王電鉄）
- 京津線（京阪電気鉄道）
- 競馬場線（京王電鉄）
- 京阪神緩行線（通称：西日本旅客鉄道）
- けいはんな線（近畿日本鉄道・奈良生駒高速鉄道）
- 京阪本線（京阪電気鉄道）
- 芸備線（西日本旅客鉄道）
- 京浜東北線（通称：東日本旅客鉄道）
- 京葉線（東日本旅客鉄道・日本貨物鉄道）
- 気仙沼線（東日本旅客鉄道）
- 健軍線（熊本市交通局）

### こ
- 小泉線（東武鉄道）
- 公園都市線（神戸電鉄）
- 港東線（水島臨海鉄道）
- 高徳線（四国旅客鉄道）
- 鋼索線（小田急箱根）
- 鋼索線（京阪電気鉄道）
- 鋼索線（京福電気鉄道）
- 鋼索線（立山黒部貫光、黒部湖駅 - 黒部平駅間の路線）
- 鋼索線（立山黒部貫光、立山駅 - 美女平駅間の路線）
- 鋼索線（南海電気鉄道）
- 鋼索線（能勢電鉄）
- 弘南線（弘南鉄道）
- 神戸線（通称：西日本旅客鉄道）
- 神戸線（阪急電鉄）
- 神戸高速線（神戸電鉄）
- 神戸高速線（阪急電鉄）
- 神戸高速線（阪神電気鉄道）
- 神戸本線（通称：阪急電鉄）
- 小海線（東日本旅客鉄道）
- 高野線（南海電気鉄道）
- 高野山ケーブルカー（通称：南海電気鉄道）
- こうや花鉄道（愛称：南海電気鉄道）
- 甲陽線（阪急電鉄）
- 河和線（名古屋鉄道）
- 国際文化公園都市モノレール線（彩都線）（大阪モノレール）
- 国分寺線（西武鉄道）
- 小倉線（北九州高速鉄道）
- 御所線（近畿日本鉄道）
- 湖西線（西日本旅客鉄道・日本貨物鉄道）
- 御殿場線（東海旅客鉄道・日本貨物鉄道）
- 後藤寺線（九州旅客鉄道）
- 琴平線（高松琴平電気鉄道）
- こどもの国線（東急電鉄・横浜高速鉄道）
- 五能線（東日本旅客鉄道）
- 小牧線（名古屋鉄道）
- 小湊鉄道線（小湊鉄道）
- 後免線（とさでん交通）
- ごめん・なはり線（愛称：土佐くろしお鉄道）